# Jan Jönsson
Jan Anders Jönsson (Halmstad, 24 maggio 1960) è un allenatore di calcio ed ex calciatore svedese, di ruolo centrocampista.

## Carriera

### Giocatore

#### Club
Jönsson giocò per la maggior parte della sua carriera con la maglia dell'Halmstad, prima di emigrare in Giappone al termine della carriera: in questo paese giocò per il Sanfrecce e per il Vissel Kobe.

### Allenatore
Nel 1993 diventò l'assistente di Stuart Baxter, all'epoca allenatore del Sanfrecce. Seguì il manager britannico anche al Vissel Kobe, dove rivestì contemporaneamente un ruolo attivo in campo e uno in panchina.
Dopo il ritiro definitivo, Jönsson fu scelto come allenatore del Landskrona BoIS, squadra che portò nella massima divisione svedese. Nel 2005, diventò allenatore dello Stabæk (militante nell'Adeccoligaen): alla prima stagione, guidò la squadra al primo posto in classifica e gli fece guadagnare la conseguente promozione. Nel 2007, portò la squadra ad un secondo posto nella Tippeligaen, mentre l'anno successivo arrivò il successo finale. Il 2009 si aprì con la vittoria per tre a uno nella Superfinalen contro il Vålerenga. Nello stesso anno, portò il suo Stabæk ad un terzo posto finale.
Il 26 luglio 2010 firmò un contratto con il Rosenborg, valido a partire dalla stagione seguente. Il 7 dicembre 2012, arrivò la rescissione del contratto, con due anni di anticipo sulla scadenza naturale. Il 7 gennaio 2013, fu nominato nuovo allenatore dell'Aalesund, a cui si legò con un accordo annuale (con opzione per un ulteriore biennio). Il 25 ottobre successivo, le parti raggiunsero un accordo per un rinnovo biennale. Il 28 ottobre 2014, venne annunciato che Jönsson avrebbe lasciato l'Aalesund al termine della stagione in corso, risolvendo il contratto che lo legava al club con un anno d'anticipo, per motivi famigliari.
Il 19 novembre 2014 firmò così per l'Halmstad, dove rimase per quasi due anni e mezzo ottenendo una retrocessione ma anche un'immediata promozione. L'8 giugno 2017, con la squadra al penultimo posto visti i soli 6 punti nelle prime 12 partite, fu esonerato e sostituito dal suo vice ventottenne Igor Krulj.
Il 10 luglio 2017 diventò allenatore del Sanfrecce, squadra per cui aveva militato da calciatore. Qui terminò la stagione con una salvezza ottenuta all'ultima giornata, chiudendo con un punto in più in classifica rispetto alla terzultima classificata. Il 20 dicembre 2017 fu reso noto il suo approdo sulla panchina di un'altra squadra della massima serie giapponese, ovvero lo Shimizu S-Pulse. Con sua squadra giunse ottava nella J1 League 2018, mentre nel maggio 2019 fu esonerato per il fatto che la squadra nella J1 League 2019 aveva ottenuto fino a lì 2 vittorie, 2 pareggi e 7 sconfitte.
Ad un mese dall'esonero rimediato in Giappone, Jönsson tornò ad essere il tecnico dei norvegesi dello Stabæk per la seconda volta, dopo la precedente parentesi durata dal 2005 al 2010. Nello stesso anno, più precisamente nell'ottobre 2019, ha firmato un prolungamento contrattuale fino al 2022.

## Palmarès

### Giocatore
- Allsvenskan: 1

Halmstad: 1979

### Allenatore

#### Club
- Adeccoligaen: 1

Stabæk: 2005
- Tippeligaen: 1

Stabæk: 2008
- Superfinalen: 1

Stabæk: 2009

#### Individuale
- Premio Kniksen per il miglior allenatore della Tippeligaen: 1

2008